# Хамаил
Хамаилы (араб. هامايل‎ — «талисман»,  «амулет») — книги малого формата, распространенные среди польско-литовских татар, в которых собраны молитвы на арабском и тюркском языках, отдельные суры (аяты) Корана, толкования религиозных обрядов, а также советы по лечению болезней, толкования снов, календари счастливых и несчастливых дней. Обычно арабские и тюркские тексты сопровождаются пояснениями на белорусском или польском языках. Образцом для хамаилов белорусских татар были рукописи, привезенные из мусульманских стран, например, Турции, хотя в большинстве стран название не было известно среди молитвенников. Среди татарских книг хамаилы были наиболее распространенными в повседневном обиходе рукописями. В каждой мусульманской семье был один или несколько хамаилов.
В хамаилах собраны молитвы, отдельные суры Корана, разъяснения религиозных обрядов и ритуалов, а также нусхи (араб. نصح‎ — «наставление»), то есть советы по лечению болезней с помощью молитв, толкования снов, календари счастливых и несчастливых дней. Различают моллинские хамаилы, использовавшиеся священнослужителями (муллами), и фалдейские хамаилы, принадлежавшие знахарям и гадателям-фалдеям (араб. فأل‎ — «предзнаменование»). Соответственно, в первых были представлены главным образом молитвы и описания обрядов, а вторые концентрировались на астрологии, гаданиях, лечебной магии. Существовали и смешанные хамаилы. Хамаил обычно содержит 100 – 300 листов формата 10×8 или 15×10 см. Самый старый сохранившийся хамаил (XVII век) находится в библиотеке Лейпцигского университета.